# Emma Roldán
Pour les articles homonymes, voir Roldán.
Emma Roldán, née à San Luis Potosí le 3 février 1893 et morte à Mexico le 29 août 1978 , est une actrice et créatrice de costumes mexicaine.

## Biographie
Emma Roldán a joué dans plusieurs films parmi les plus importants de Fernando de Fuentes dont El prisionero trece et El compadre Mendoza, tous deux faisant partie de sa trilogie sur la révolution et aussi dans Allá en el Rancho Grande.
Elle a été nommée trois fois pour un Premio Ariel d'argent.

## Filmographie partielle
- 1922 : María
- 1933 : El prisionero trece (en) : Margarita Ramos
- 1934 : El compadre Mendoza (en) : la muette
- 1936 : Allá en el Rancho Grande (en) : Angela
- 1948 : El cuarto mandamiento : Lupe
- 1951 : Los hijos de María Morales (en) : María Morales
- 1950 : L'Impasse maudite
- 1957 : El Zorro Escarlata de Rafael Baledón
- 1958 : El Zorro escarlata en la venganza del ahorcado de Rafael Baledón
- 1959 : La cucaracha d'Ismael Rodríguez : Comadrona
- 1959 : Flor de mayo de Roberto Gavaldón : Carmela
- 1963 : El rey del tomate (en) : Tía Mila
- 1965 : Las visitaciones del diablo : Toña
- 1976 : La pasión según Berenice : Josefina
- 1976 : El miedo no anda en burro (en) : Doña Paz
- 1978 : El lugar sin límites d'Arturo Ripstein : Ludovinia